# 佤语支
佤语支语言分布在缅甸掸邦、泰国北部和中国云南省。

## 系属分类
Gérard Diffloth在一份1980年的论文中构拟了原始佤语，他给出的系属分类如下(Sidwell 2009)。
- 佤语支
  - 布朗语
    - Samtau

  - 佤–拉威–La
    - 标准佤
      - 佤语

    - 拉威语
      - Bo Luang
      - Umphal

掸邦最近发现的蒙云语和萨怀克语也属于佤语丛。
掸邦其他佤语支语言还有嗯语（En）和萨姆语（Siam、Hsem），见Scott (1900)。Hsiu (2015)将Scott (1900)中的嗯语（En）、颂语（Son）和蒙雷语归为佤语支，并归纳佤语支的共同创新为原始佤德昂语*s->h-。
Jackson T.-S. Sun（2020）对 拉维瓦语（Lavïa） 进行了研究，分布在云南和缅甸边境两侧，

## 阅读更多
- Sidwell, Paul. 2009. Classifying the Austroasiatic languages: history and state of the art （页面存档备份，存于）. LINCOM studies in Asian linguistics, 76. Munich: Lincom Europa.
- Shintani Tadahiko. 2016. The Va (En) language. Linguistic survey of Tay cultural area (LSTCA) no. 108. Tokyo: Research Institute for Languages and Cultures of Asia and Africa (ILCAA).